# Grudzień 2005 w sporcie
Zobacz też: Grudzień 2005 · Zmarli w grudniu 2005 · Grudzień 2005 w Wikinews

## 30 grudnia
- Piłka siatkowa – Dorota Świeniewicz została wybrana przez Komitet Wykonawczy Europejskiej Konfederacji Siatkówki (CEV) najlepszą siatkarką Europy w 2005 roku. Polska siatkarka (która gra we włoskim Desparze Perugia) zdobyła w tym roku mistrzostwo Europy, Puchar i mistrzostwo Włoch oraz Puchar CEV. W 2003 roku najlepszą siatkarką Europy wybrano Małgorzatę Glinkę.

## 29 grudnia
- Skoki narciarskie – Fin Janne Ahonen zwyciężył w Oberstdorfie w pierwszym konkursie Turnieju Czterech Skoczni. Adam Małysz uplasował się na 13. miejscu.

## 20 grudnia
- Formuła 1 – Robert Kubica został trzecim kierowcą zespołu BMW. Umowa obowiązuje w sezonie 2006, ale istnieje możliwość jej przedłużenia i awansu na stanowisko głównego kierowcy.

## 18 grudnia
- Piłka nożna – 1/4 finału Pucharu Polski: Polonia Warszawa – Zagłębie Lubin 0:3. Do półfinału awansowało Zagłębie.

## 13 grudnia
- Piłka nożna – 1/4 finału Pucharu Polski: Zagłębie Lubin – Polonia Warszawa 0:1.

## 11 grudnia
- pływanie – podczas 4. dnia pływackich mistrzostw Europy na krótkim basenie w Trieście Polacy zdobyli cztery medale – trzy złote i jeden brązowy. Na 200 m st. klasycznym złoty medal wywalczył Sławomir Kuczko z rekordem Polski – 2.07,01; siódme miejsce na tym dystansie zajął Sławomir Wolniak. Na 100 m st. klasycznym złoty medal wywalczyła Beata Kamińska z rekordem Polski – 1.06,51; ósme miejsce na tym dystansie zajęła Katarzynna Dulian. Na 400 m st. zmiennym złoty medal zdobyła Katarzyna Baranowska z rekordem kraju – 4.33,70. Na 200 m st. dowolnym brązowy medal zdobyła Paulina Barzycka z rekordem Polski – 1.55,97. Rekord Polski poprawił także Paweł Korzeniowski, który był czwarty na 200 m st. dowolnym – 1.43,99. W sumie we Włoszech polska reprezentacja zdobyła 11 medali (pięć złotych, cztery srebrne i dwa brązowe), plasując się na drugim miejscu w klasyfikacji medalowej za Niemcami (które wyprzedziły Polskę tylko dzięki większej liczbie brązowych medali).
- Piłka nożna – 17. kolejka Orange Ekstraklasy: Arka Gdynia – Lech Poznań 0:2, Odra Wodzisław – Korona Kielce 1:1, Amica Wronki – Cracovia 1:1, Groclin Grodzisk Wielkopolski – Górnik Zabrze 0:1, GKS Bełchatów – Wisła Kraków 0:0, Legia Warszawa – Górnik Łęczna 0:2, Wisła Płock – Polonia Warszawa 4:0.

## 10 grudnia
- pływanie – podczas 3. dnia pływackich mistrzostw Europy na krótkim basenie w Trieście Paweł Korzeniowski (AZS AWF Warszawa) zdobył złoty medal na 200 metrów st. motylkowym, poprawiając o 1,09 s rekord mistrzostw i o 1,83 s rekord Polski. Czwarty na tym dystansie był inny Polak – Łukasz Drzewiński (AZS AWF Warszawa). Na najdłuższym z pływackich dystansów – 1500 m st. dowolnym – brązowy medal zdobył Mateusz Sawrymowicz. Zawodnik MKP Szczecin uzyskał wynik 14.38,86, którym pobił o 13,23 s rekord Polski.
- Saneczkarstwo (tory naturalne) – Andrzej Laszczak i Damian Waniczek wygrali we włoskim Longiaru inauguracyjne zawody Pucharu Świata saneczkarzy na torach naturalnych w konkurencji dwójek. Drugie miejsce zajęli Austriacy – Reinhard Beer i Herbert Koegl, a trzecie Rosjanie – Paweł Porszniew i Iwan Łazarew.

## 9 grudnia
- Piłka nożna – losowanie fazy grupowej Mistrzostw Świata w Niemczech: Polska trafiła do grupy A wraz z gospodarzami turnieju – Niemcami oraz Kostaryką i Ekwadorem. (Wikinews)
- pływanie – podczas 2. dnia pływackich mistrzostw Europy na krótkim basenie w Trieście srebrny medal na dystansie 200 m st. klasycznym zdobyła Katarzyna Dulian. Z czasem 2.23,24 pobiła o 0,70 s rekord Polski, należący od 29 marca 1998 roku do Alicji Pęczak.
- Kolarstwo – Rafał Ratajczyk wygrał w Manchesterze wyścig scratch (60 okrążeń toru ze startu wspólnego) podczas zawodów kolarskiego Pucharu Świata. To pierwsze zwycięstwo polskiego kolarza w tej konkurencji w zawodach pucharowych.

## 8 grudnia
- pływanie – podczas 1. dnia pływackich mistrzostw Europy na krótkim basenie w Trieście Katarzyna Baranowska zdobyła złoty medal (200 m st. zmiennym), a Aleksandra Urbańczyk (200 m st. zmiennym), Beata Kamińska (50 m st. klasycznym) i Paweł Korzeniowski (400 m st. dowolnym) srebrne.
- Piłka siatkowa – Skra Bełchatów przegrała pierwszy mecz w tegorocznej edycji Ligi Mistrzów. Polski zespół uległ w Perugii drużynie Sebastiana Świderskiego – EMU RPA 2:3 (22:25, 19:25, 25:23, 25:18, 13:15). W grupie D trzy zespoły mają taki sam dorobek punktowy – Lokomotiw Biełgorod, Skra Bełchatów oraz EMU RPA.

## 6 grudnia
- Piłka nożna – zaległy mecz 13. kolejki Orange Ekstraklasy: Polonia Warszawa – Odra Wodzisław 0:3.
- Piłka nożna – 1/4 finału Pucharu Polski: Kujawiak Włocławek – Wisła Płock 1:1 po dogr. (pierwszy mecz 0:1, awans Wisły Płock)

## 4 grudnia
- Piłka nożna – 16. kolejka Orange Ekstraklasy: Polonia Warszawa – Lech Poznań 2:1, Amica Wronki – Groclin Grodzisk 2:0, Legia Warszawa – Arka Gdynia 2:0, Wisła Kraków – Górnik Łęczna 1:0, Wisła Płock – Pogoń Szczecin 0:0, Górnik Zabrze – GKS Bełchatów 0:1, Zagłębie Lubin – Odra Wodzisław 2:0, Cracovia – Korona Kielce 2:3.

## 2 grudnia
- pływanie – mistrzyni olimpijska i rekordzistka świata na 200 metrów stylem motylkowym – Otylia Jędrzejczak – została uznana najlepszą pływaczką Europy w 2005 roku, w tradycyjnym plebiscycie "Swimming World Magazine".

## 1 grudnia
- Formuła 1 – Zespół Super Aguri zrezygnował ze startów w Formule 1 po tym, jak nie doszedł do porozumienia w sprawie silników z fabryką Hondy.
- Formuła 1 – Robert Kubica odbył oficjalne testy z zespołem Renault F1. Była to nagroda za wygranie serii World Series by Renault.